# Гон-Понтувр (кантон)
Гон-Понту́вр (фр. Gond-Pontouvre) — кантон во Франции, находится в регионе Пуату — Шаранта, департамент Шаранта. Входит в состав округа Ангулем.
Код INSEE кантона — 1635. Всего в кантон Гон-Понтувр входят 4 коммуны, из них главной коммуной является Гон-Понтувр.
Население кантона на 2007 год составляло 19 251 человек.
Коммуны кантона:
- Бальзак;
- Гон-Понтувр;
- Сент-Ирье-сюр-Шарант;
- Шаньер.